# Zane Grey
Pearl Zane Grey, ameriški pisatelj, 31. januar 1872, Zanesville, Ohio, ZDA - † 23. oktober 1939, Altadena, Kalifornija, ZDA.
Grey si je slavo pridobil s svojimi literarnimi deli, v katerih opisuje življenje na »divjem zahodu« - utemeljil je t. i. žanr westernov. Sicer je bil navdušen ribič (zapisal je temeljna pravila športnega ribolova na velike ribe, zato ga skupaj z Ernestom Hemingwayjem štejemo tudi kot utemeljitelja »big game ribolova«) in igralec bejzbola. Študiral je na univerzi v Pennsylvaniji, po letu 1903 pa je pričel s pisanjem. Ustvaril je preko 85 najrazličnejših del, po katerih je posnetih veliko filmov.

## Dela
- Jezdeci škrlatne kaduljeº /orig. Riders of the Purple Sage/ (1912)
- Betty Zane (1903)
- Sence na poti
- Gvadaloupski ovčar
- Nevada (1928)
- Osamljeni jezdec (1915)

º - znamenito zgodbo o mormonki Jane Withersteen in maščevalcu Jimu Lassiterju so na filmski trak posneli kar petkrat.